# Mahtab Keramati
Mahtab Keramati (en persan : مهتاب کرامتی), née en 1970 à Téhéran, est une actrice iranienne.
Elle a reçu à deux reprises le Simorgh de cristal de la meilleure actrice au festival du film de Fajr.

## Filmographie
- 1999 : Mardi Az jense Bolour
- 2000 : Mumiyayi 3
- 2000 : Marde Barani
- 2000 : Behesht Az Ane To
- 2001 : Meet the Parrot (Molaghat ba Tooti)
- 2003 : Shahe Khamoosh
- 2005 : Hashtpa
- 2005 : Salvation at 8:20 (Rastegari dar 8:20)
- 2007 : Hess-e Penhan
- 2007 : Padashe sokoot
- 2007 : Adam
- 2008 : La Flamme verte[1] (Atash-e sabz) de Mohammad Reza Aslani
- 2008 : Shirin
- 2009 : Tardid
- 2009 : Women Are Angels (Zanha Fereshteand)
- 2009 : Doozakh Barzakh Behesht
- 2009 : Twenty (Bist)
- 2010 : The Day Goes and the Night Comes (Shabane Rooz)
- 2010 : Adamkosh
- 2010 : Alzheimer
- 2011 : There Are Things You Don't Know (Chiz-haie hast keh Nemidani)
- 2011 : Absolutely Tame Is a Horse (Asb heyvan-e najibi ast)
- 2012 : The Private Life of Mr. & Mrs. M (Zendegie Khosousie Agha Va Khanome Mim)
- 2012 : Azar
- 2014 : Nakhasteh
- 2014 : Rastakhiz (رستاخیز) d'Ahmad Reza Darvish
- 2014 : Apparition (Ashbah)
- 2015 : Asre Yakhbandan
- 2015 : Jameh Daran

## Ambassadrice de l'UNICEF
Mahtab Keramati est la deuxième célébrité, après la légende du football Ali Daie[réf. nécessaire], à être nommée ambassadeur de l'UNICEF en Iran.